# Lardaro
Lardaro (im Trentiner Dialekt: Lardèr, deutsch: Larder) ist eine Fraktion der italienischen Gemeinde Sella Giudicarie in der Provinz Trient, Region Trentino-Südtirol.

## Geographie
Lardaro liegt etwa 37 Kilometer westsüdwestlich von Trient am Torrente Adanà im Valle del Chiese in den Inneren Judikarien auf einer Höhe von 732 m s.l.m.

## Geschichte
Bedeutung erlangte der Ort für das österreichisch-ungarische Militär. Um Lardaro war die Sperrgruppe Lardaro im ausgehenden 19. und zu Beginn des 20. Jahrhunderts errichtet worden. Die Sperrwerke Corno, Larino, Danzolino, Carriola und die Straßensperre Revegler sollten jegliche italienische Vorstoßversuche in Richtung Norden verhindern. Diese Aufgabe erfüllten sie auch im Ersten Weltkrieg. 
Lardaro und war bis 2015 eine eigenständige Gemeinde und schloss sich am 1. Januar mit den Gemeinden Bondo, Breguzzo und Roncone zur neuen Gemeinde Sella Giudicarie zusammen. Die Gemeinde Lardaro hatte am 31. Dezember 2015 228 Einwohner auf einer Fläche von 10,74 km². Nachbargemeinden waren Bersone, Bondo, Breguzzo, Daone, Pieve di Bono, Praso, Roncone und Tione di Trento. Als Gemeinde gehörte Lardaro zur Talgemeinschaft Comunità delle Giudicarie